# Samsung Galaxy A56 5G
Samsung Galaxy A56 5G — смартфон середнього рівня, розроблений Samsung Electronics, що входить до серії Galaxy A. Був анонсований 2 березня 2025 року на Mobile World Congress в Барселоні разом із Samsung Galaxy A26 5G та Samsung Galaxy A36 5G.

## Дизайн
Передня та задня панелі виконана зі скла Corning Gorilla Glass Victus+, а рамка — з алюмінію. Присутній захист від вологи та пилу по стандарту IP67.
Як і Galaxy A26 5G та Galaxy A36 5G, Galaxy A56 5G отримав овальний вертикальний острівець камери з рамкою навколо нього та об'єктивів камери подібно до рамок навколо об'єктивів смартфонів лінійки Galaxy S25.
Знизу знаходяться лоток під 2 SIM-картки, 2 мікрофони, роз'єм USB-C та динамік, зверху — 2 додаткові мікрофони, а справа — гойдалка регулювання гучності та кнопка блокування.
Смартфон продається в наступних кольорах:
| Колір | Назва        |
| ----- | ------------ |
|       | Графіт       |
|       | Оливковий    |
|       | Світло-сірий |
|       | Рожевий      |

## Технічні характеристики

### Апаратне забезпечення
Galaxy A56 5G отримав процесор Exynos 1580 з графічним процесором Xclipse 540, що розроблений разом з AMD і побудований на базі архітектури RDNA 2. Смартфон продається в конфігураціях 6/128, 8/128, 6/256, 8/256 та 12/256 ГБ. В Україні він офіційно продається в конфігураціях 8/128 та 8/256 ГБ.
Акумуляторна батарея отримала об'єм 5000 мА·год та підтримку швидкої зарядки на 45 Вт.
Galaxy A56 5G має 6,7-дюймовий екран Infinity-O (з круглим вирізом) типу Super AMOLED з роздільною здатністю Full HD+ (2340 × 1080), щільністю пікселів 385 ppi, співвідношенням сторін 19,5:9, частотою оновлення 120 Гц та підтримкою технології HDR10+. Також під екран вбудовано оптичний сканер відбитків пальців.
Пристрій отримав стереодинаміки. Роль другого динаміка виконує розмовний.
Galaxy A56 5G отримав ідентичну основну потрійну камеру, що складається із ширококутного об'єктива Sony IMX906 на 50 Мп з діафрагмою f/1.8, фазовим автофокусом та оптичною стабілізацією зображення, надширококутного об'єктива Sony IMX258 на 12 Мп з діафрагмою f/2.2 і кутом огляду 123° та макрооб'єктива на 5 Мп з діафрагмою f/2.4. Також пристрій отримав ширококутну фронтальну камеру Samsung S5K3LC на 12 Мп з діафрагмою f/2.2. Основна та передня камери вміють записувати відео в роздільній здатності 4K@30fps.

### Програмне забезпечення
Galaxy A56 5G був випущений на One UI 7.0 на базі Android 15. Смартфон отримає 6 оновлень операційної системи та 6 років оновлення системи безпеки.
Galaxy A56 5G також має певні функції Galaxy AI, включаючи «Обвести й знайти» (англ. Circle to Search) від Google, яка дозволяє шукати обведений на екрані користувачем об'єкт, більш просунуте видалення об'єктів на фото та фільтри для фотографій.